# Sinularia abrubta
Sinularia abrubta is een zachte koraalsoort uit de familie Alcyoniidae. De koraalsoort komt uit het geslacht Sinularia. Sinularia abrubta werd in 1970 voor het eerst wetenschappelijk beschreven door Tixier-Durivault. 